# Friedberg (Áustria)
Friedberg é uma cidade da Áustria, situada no distrito de Hartberg-Fürstenfeld, na estado da Estíria. Tem 25,87 km² de área e sua população em 2019 foi estimada em 2.613 habitantes.